# マミー・リアーデン
マミー・ジュリア・リアーデン（Mamie Julia Rearden、1898年9月7日 - 2013年1月2日）は、サウスカロライナ州の長寿の女性。
2012年12月17日から死去までアメリカ最高齢であったとされたが、2014年7月4日にガートルード・ウィーバーが認定されたことにより、実際はアメリカ最高齢にはなれなかったことが判明している。

## 略歴
1898年9月7日生まれ。1918年から教育者として働き、1919年に結婚。11人の子がいた。夫は1979年に死去。高齢になっても元気で、65歳で運転免許証を取得し、70歳で経済機会局で働き始め、110歳でも教会で働くなどのことを行っていた。
2012年12月17日、ディーナ・マンフレディーニの死去に伴い、アメリカで2番目の長寿となった。
2013年1月2日に死去。114歳117日没。世界では木村次郎右衛門、大久保琴、大川ミサヲ、ガートルード・ウィーバーに次ぎ5番目に高齢の人物であった。その後、サウスカロライナ州出身者としての記録は2017年にデルフィーヌ・ギブソンによって破られた。死去に伴い国内最高齢はエルシー・トンプソンになったとされたが、実際はいずれもアメリカ最高齢でなかったことが判明している。